# کلایست ۸۰۵۳
سیارک ۸۰۵۳ (به انگلیسی: 8053 Kleist، نامگذاری:4082P-L) هشت هزار و پنجاه و سومین سیارک کشف شده‌است که در ۲۵ سپتامبر ۱۹۶۰ کشف شد.
قدر مطلق سیارک برابر ۱۴٫۰۰ است.